# 10502 Armaghobs
10502 Armaghobs (1987 QF6) là một thiên thạch xuyên Sao Hỏa được phát hiện vào ngày 22 tháng 8 năm 1987 bởi E. F. Helin tại trạm thiên văn Palomar. Tên của nó được đặt để vinh danh trạm thiên văn Armagh.